# Fiat Pininfarina Spider
Fiat Pininfarina Spider är en personbil, tillverkad av den italienska biltillverkaren Fiat mellan 1955 och 1966.

## Trasformabile (1955-59)
På Genèvesalongen 1955 presenterade Fiat sin 1100 TV Trasformabile, en öppen tvåsitsig roadster, med kaross från Pininfarina. Bilen hade panoramavindruta och såg ut som en mindre version av Pininfarinas Lancia Aurelia Spider. Mekaniken hämtades från 1100 TV. 
1957 fick bilen motor från 1200:n och bytte namn till 1200 Trasformabile.
Produktionen uppgick till 3 400 exemplar.

## Cabriolet (1959-66)
På Genève-salongen 1959 presenterades ersättaren 1200 Cabriolet. Den hade en ny, något större kaross, men mekaniken var densamma som den äldre modellen. Pininfarina byggde senare även en täckt coupé-version.
Senare samma år kompletterades programmet av 1500S, med den starkare OSCA-motorn och femväxlad växellåda.
1962 växte 1500S till 1600S.
Våren 1963 genomfördes den sista uppdateringen, när 1200:n ersattes av 1500 och bilarna fick en modifierad front.
Produktionen uppgick till 40 600 exemplar.

## Motorer
De enklare modellerna har en stötstångsmotor från 1100:n.
Den mer avancerade S-motorn har modifierats av bröderna Maseratis nya firma OSCA och försetts med ett nytt cylinderhuvud med dubbla överliggande kamaxlar. 
| Modell | Årsmodell | Motor               | Cylindervolym | Effekt | Bränslesystem   |
| ------ | --------- | ------------------- | ------------- | ------ | --------------- |
| 1100   | 1955-56   | 4-cyl radmotor ohv  | 1089 cm³      | 53 hk  | Enkel förgasare |
| 1200   | 1957-63   | 4-cyl radmotor ohv  | 1221 cm³      | 58 hk  | Enkel förgasare |
| 1500S  | 1959-62   | 4-cyl radmotor DOHC | 1491 cm³      | 80 hk  | Enkel förgasare |
| 1600S  | 1963-66   | 4-cyl radmotor DOHC | 1568 cm³      | 90 hk  | Enkel förgasare |
| 1500   | 1964-66   | 4-cyl radmotor ohv  | 1481 cm³      | 72 hk  | Enkel förgasare |

## Bilder

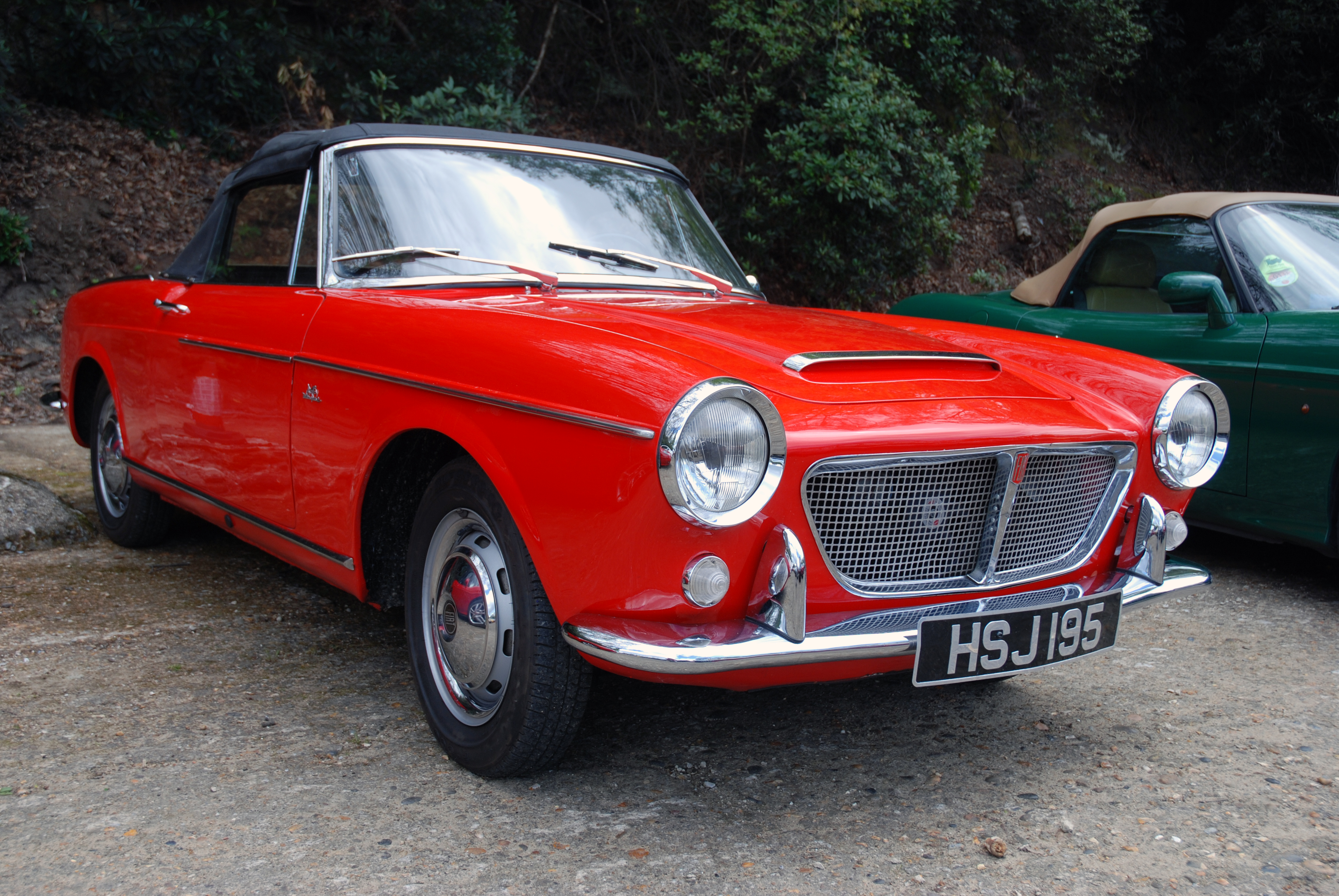
1200 Cabriolet
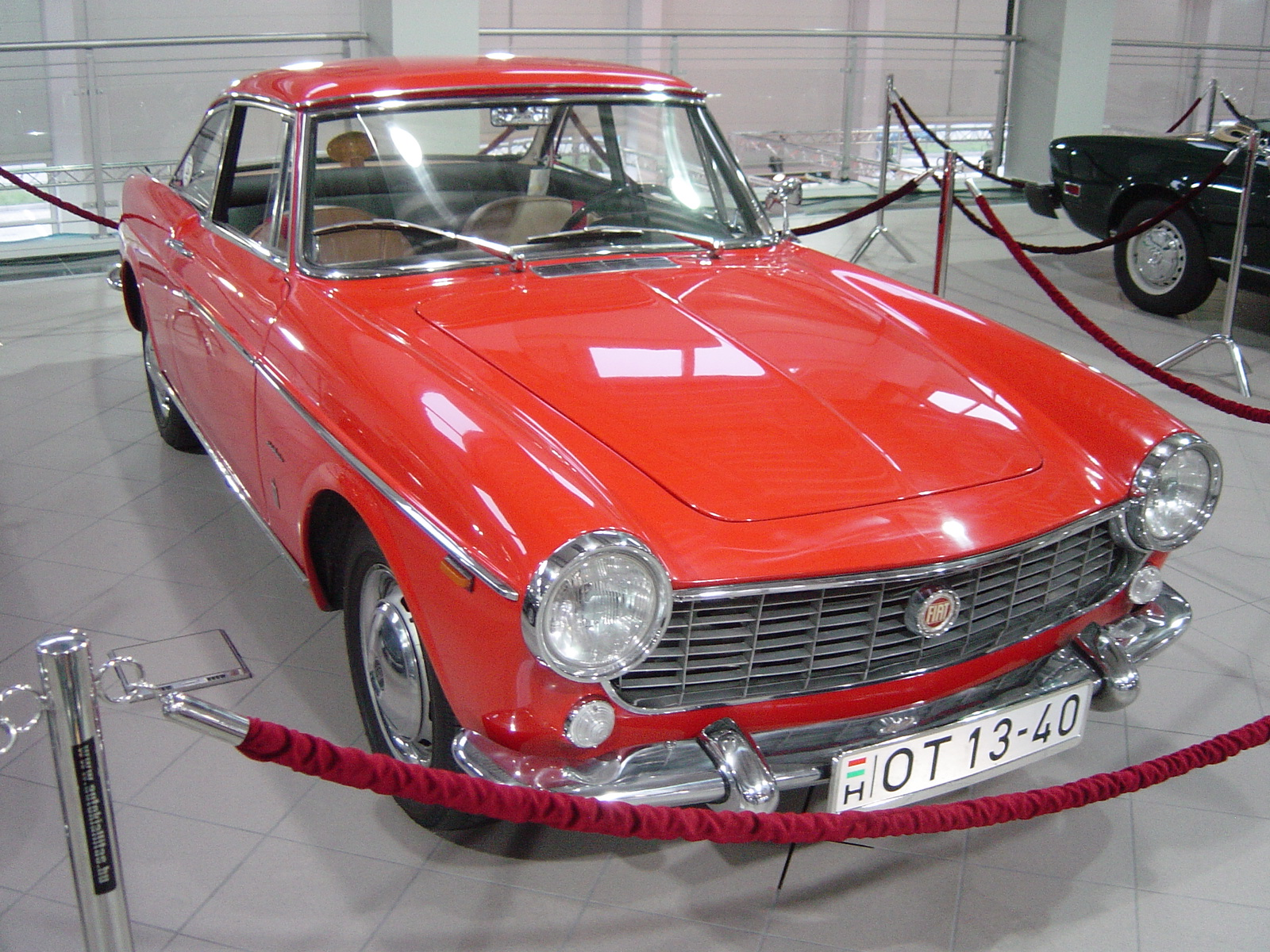
1500 Coupé